# Galbella beccarii
Galbella beccarii es una especie de escarabajo del género Galbella, familia Buprestidae. Fue descrita científicamente por Gestro en 1872.